# Pan Samochodzik i tajemnica tajemnic

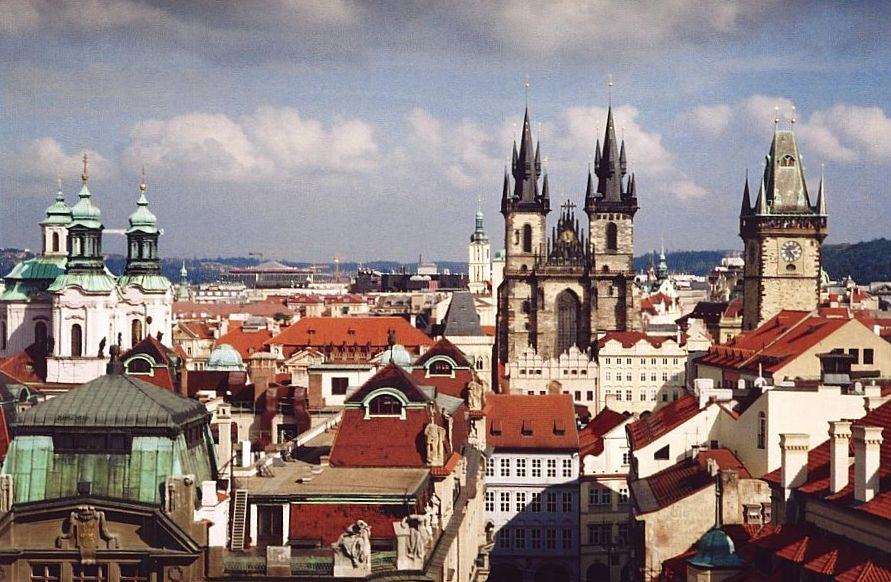
Praga, w której rozgrywa się pierwsza część akcji powieści

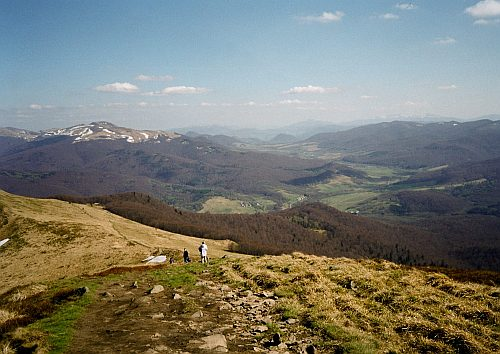
Bieszczady, w których rozgrywa się druga część akcji powieści

Pan Samochodzik i tajemnica tajemnic – powieść dla młodzieży autorstwa Zbigniewa Nienackiego, wydana po raz pierwszy w 1975. Utwór wchodzi w skład cyklu Pan Samochodzik, opisującego przygody historyka sztuki – detektywa noszącego to przezwisko.

## Opis fabuły
Akcja powieści rozgrywa się w czerwcu 1972 r. W Bieszczadach krążą osobnicy, którzy skupują i wykradają bardzo cenne, stare ikony, a następnie przemycają je za granicę. Pan Samochodzik ma za zadanie odnalezienie ich. Nikłe ślady prowadzą bohatera do jego przyjaciela, pana Dohnala, mieszkańca Pragi. Wizyta za granicą jest utrudniona z powodu psa, którym zgodził się zaopiekować. W czasie śledztwa pojawia się nowa zagadka związana z rabinem Pragi, alchemią i różokrzyżowcami. W tym samym czasie na wędrownym obozie harcerskim po Bieszczadach Baśka próbuje dowiedzieć się od miejscowych czegoś, co mogłoby pomóc w zidentyfikowaniu i znalezieniu przemytników.

## Związki z innymi częściami cyklu
- W Księdze strachów, której akcja toczy się w 1965 roku, Pan Samochodzik twierdzi, że miesiąc wcześniej zajmował się Tajemnicą tajemnic, którą Nienacki wydał dopiero w 1975 roku. W Księdze strachów nie pojawia się jeszcze postać harcerza Baśki, który debiutuje w Nowych przygodach jako 14-latek, a w Tajemnicy tajemnic ma już 17 lat. Wydaje się, że Nienacki zapomniał o wcześniejszej wzmiance w Księdze strachów i umieścił akcję Tajemnicy tajemnic w roku sobie współczesnym.

## Ekranizacja
Powieść została zekranizowana w 1988 przez Kazimierza Tarnasa pod tytułem Pan Samochodzik i praskie tajemnice.

## Wydania
W 1974 roku powieść była drukowana w odcinkach w Świecie Młodych. 
- I – 1975
- II – Czytelnik, Warszawa 1977
- III – Wydawnictwo Pojezierze, Olsztyn-Białystok 1983
- Wydawnictwo Siedmioróg, Wrocław 2006
- Wydawnictwo Edipresse-Kolekcje SA, Warszawa 2015 (w serii: Klub Książki Przygodowej tom 8; ISBN 978-83-7989-754-4)

## Wydania zagraniczne
- Autócska úr és a titkok titka, 1976 - wydanie w języku węgierskim
- Pán Tragáčik a tajomstvo nad tajomstvami, 1977, 1986 - wydania w języku słowackim
- Pan Auťák a pražské tajemství, 1982 - wydanie w języku czeskim[2]